# Fridrich Hohenzollernský
Fridrich Hohenzollernský (Friedrich Viktor Pius Alexander Leopold Karl Theodor Ferdinand; 30. srpna 1891, Heiligendamm – 6. února 1965, Krauchenwies) byl nejstarším synem prince Viléma Hohenzollernského a Marie Terezie Neapolsko-Sicilské. Měl dvojče, bratra Františka Josefa, který se narodil několik minut po něm.

## Život
Po studiu lesnictví a ekonomiky sloužil Fridrich během první světové války v 5. záložním horském praporu a z vojenské služby odešel v roce 1919 v hodnosti oberst. Poté až do smrti svého otce v roce 1927 spravoval panství Hohenzollern v Umkirchu u Freiburgu im Breisgau. Ve 20. letech 20. století měl spor s německou vládou o používání svého knížecího titulu a královského rodového jména. Okresní prezident provincie Hohenzollern, Alfons Scherer, informoval úřady v oběžníku z 9. července 1928, že po smrti svého otce neměl Fridrich právo na predikát Výsost ani titul prince z Hohenzollernu s tím, že titul v roce 1927 smrtí prince Viléma z Hohenzollernu zanikl. Spor byl vyřešen, když Fridrich pohrozil městu Sigmaringen přesunem své administrativy do Mnichova, což přimělo ministra vnitra Carla Severinga, aby dal Scherera propustil. Navzdory nepříznivým podmínkám během světové hospodářské krize na počátku 30. let 20. století se Fridrichovi podařilo zajistit vlastnictví rodinného majetku a jeho podniků, zejména rozsáhlého lesního hospodářství ve východním Německu. Také se mu podařilo odkoupit část uměleckých pokladů, které již jeho otec prodal, a zachránit tak sbírku umění Hohenzollernů. Fridrich byl čestným předsedou Slezských maltézských rytířů a hlavou Stahlhelmu ve Württembersku a Bádensku. Jeho sympatie s vojenskými tradicemi vedla ke sblížení s nacisty. Jeho mladší bratr, dvojče František Josef, vstoupil do SS a v roce 1935 nacistický stát udělil Fridrichovi titul královské výsosti. Bylo mu však zakázáno sloužit v německé armádě kvůli Hitlerově dekretu Prinzenerlass z roku 1940.

## Manželství a potomci
2. června 1920 se jako osmadvacetiletý na zámku Sibyllenort ve Slezsku oženil s princeznou Markétou Karolou, dcerou posledního saského krále Fridricha Augusta III. a jeho manželky Luisy Toskánské. Markétina mladší sestra Marie Alix se následně provdala za Fridrichovo dvojče Františka Josefa. Fridrich měl s Markétou sedm dětí:
- Marie Antonie Hohenzollernská (19. února 1921 – 11. října 2011)
- Marie Adelgunda Hohenzollernská (19. února 1921 – 23. května 2006)
- Marie Terezie Hohenzollernská (11. října 1922 – 13. prosince 2004)
- Fridrich Vilém Hohenzollernský (3. února 1924 – 16. září 2010)
- František Josef Hohenzollernský (15. března 1926 – 13. března 1996)
- Johann Georg Hohenzollernský (31. července 1932 – 2. března 2016)
- Ferfried Hohenzollernský (14. dubna 1943)

## Rumunské následnictví
V roce 1948, brzy po sesazení rumunského krále Michala I., byla během setkání mezi Michalem, jeho strýcem princem Mikulášem Rumunským a princem Fridrichem projednána linie následnictví. Krátce po tomto setkání mluvčí bývalého krále Karla II. Rumunského v rozhovoru pro francouzský list Le Figaro vyjádřil svou silnou podporu princi Fridrichovi a navíc tvrdil, že Michal nikdy trůn nezíská.

## Vývod z předků
|                          |                                  |  |                                 |                                       |  |  |  |  |  |  |  | Karel von Hohenzollern-Sigmaringen |
|                          |                                  |  |                                 |                                       |  |  |  |  |  |  |  |                                    |
|                          | Karel Antonín Hohenzollernský    |  |                                 |                                       |  |  |  |  |  |  |  |                                    |
|                          |                                  |  |                                 |                                       |  |  |  |  |  |  |  |                                    |
|                          |                                  |  |                                 | Marie Antoinette Muratová             |  |  |  |  |  |  |  |                                    |
|                          |                                  |  |                                 |                                       |  |  |  |  |  |  |  |                                    |
|                          | Leopold Hohenzollernský          |  |                                 |                                       |  |  |  |  |  |  |  |                                    |
|                          |                                  |  |                                 |                                       |  |  |  |  |  |  |  |                                    |
|                          |                                  |  |                                 | Karel Ludvík Fridrich Bádenský        |  |  |  |  |  |  |  |                                    |
|                          |                                  |  |                                 |                                       |  |  |  |  |  |  |  |                                    |
|                          | Josefína Bádenská                |  |                                 |                                       |  |  |  |  |  |  |  |                                    |
|                          |                                  |  |                                 |                                       |  |  |  |  |  |  |  |                                    |
|                          |                                  |  |                                 | Stéphanie de Beauharnais              |  |  |  |  |  |  |  |                                    |
|                          |                                  |  |                                 |                                       |  |  |  |  |  |  |  |                                    |
|                          | Vilém Hohenzollernský            |  |                                 |                                       |  |  |  |  |  |  |  |                                    |
|                          |                                  |  |                                 |                                       |  |  |  |  |  |  |  |                                    |
|                          |                                  |  |                                 | Ferdinand Sasko-Kobursko-Gothajský    |  |  |  |  |  |  |  |                                    |
|                          |                                  |  |                                 |                                       |  |  |  |  |  |  |  |                                    |
|                          | Ferdinand II. Portugalský        |  |                                 |                                       |  |  |  |  |  |  |  |                                    |
|                          |                                  |  |                                 |                                       |  |  |  |  |  |  |  |                                    |
|                          |                                  |  |                                 | Maria Antonia Koháry de Csábrág       |  |  |  |  |  |  |  |                                    |
|                          |                                  |  |                                 |                                       |  |  |  |  |  |  |  |                                    |
|                          | Antonie Portugalská              |  |                                 |                                       |  |  |  |  |  |  |  |                                    |
|                          |                                  |  |                                 |                                       |  |  |  |  |  |  |  |                                    |
|                          |                                  |  |                                 | Petr I. Brazilský                     |  |  |  |  |  |  |  |                                    |
|                          |                                  |  |                                 |                                       |  |  |  |  |  |  |  |                                    |
|                          | Marie II. Portugalská            |  |                                 |                                       |  |  |  |  |  |  |  |                                    |
|                          |                                  |  |                                 |                                       |  |  |  |  |  |  |  |                                    |
|                          |                                  |  |                                 | Marie Leopoldina Habsbursko-Lotrinská |  |  |  |  |  |  |  |                                    |
|                          |                                  |  |                                 |                                       |  |  |  |  |  |  |  |                                    |
| Fridrich Hohenzollernský |                                  |  |                                 |                                       |  |  |  |  |  |  |  |                                    |
|                          |                                  |  |                                 |                                       |  |  |  |  |  |  |  |                                    |
|                          |                                  |  | František I. Neapolsko-Sicilský |                                       |  |  |  |  |  |  |  |                                    |
|                          |                                  |  |                                 |                                       |  |  |  |  |  |  |  |                                    |
|                          | Ferdinand II. Neapolsko-Sicilský |  |                                 |                                       |  |  |  |  |  |  |  |                                    |
|                          |                                  |  |                                 |                                       |  |  |  |  |  |  |  |                                    |
|                          |                                  |  |                                 | Marie Isabela Španělská               |  |  |  |  |  |  |  |                                    |
|                          |                                  |  |                                 |                                       |  |  |  |  |  |  |  |                                    |
|                          | Ludvík Trani                     |  |                                 |                                       |  |  |  |  |  |  |  |                                    |
|                          |                                  |  |                                 |                                       |  |  |  |  |  |  |  |                                    |
|                          |                                  |  |                                 | Karel Ludvík Rakousko-Těšínský        |  |  |  |  |  |  |  |                                    |
|                          |                                  |  |                                 |                                       |  |  |  |  |  |  |  |                                    |
|                          | Marie Terezie Izabela Rakouská   |  |                                 |                                       |  |  |  |  |  |  |  |                                    |
|                          |                                  |  |                                 |                                       |  |  |  |  |  |  |  |                                    |
|                          |                                  |  |                                 | Jindřiška Nasavsko-Weilburská         |  |  |  |  |  |  |  |                                    |
|                          |                                  |  |                                 |                                       |  |  |  |  |  |  |  |                                    |
|                          | Marie Terezie Trani              |  |                                 |                                       |  |  |  |  |  |  |  |                                    |
|                          |                                  |  |                                 |                                       |  |  |  |  |  |  |  |                                    |
|                          |                                  |  |                                 | Pius Augustus Bavorský                |  |  |  |  |  |  |  |                                    |
|                          |                                  |  |                                 |                                       |  |  |  |  |  |  |  |                                    |
|                          | Maxmilián Josef Bavorský         |  |                                 |                                       |  |  |  |  |  |  |  |                                    |
|                          |                                  |  |                                 |                                       |  |  |  |  |  |  |  |                                    |
|                          |                                  |  |                                 | Amálie Luisa Arenberková              |  |  |  |  |  |  |  |                                    |
|                          |                                  |  |                                 |                                       |  |  |  |  |  |  |  |                                    |
|                          | Matylda Bavorská                 |  |                                 |                                       |  |  |  |  |  |  |  |                                    |
|                          |                                  |  |                                 |                                       |  |  |  |  |  |  |  |                                    |
|                          |                                  |  |                                 | Maxmilián I. Josef Bavorský           |  |  |  |  |  |  |  |                                    |
|                          |                                  |  |                                 |                                       |  |  |  |  |  |  |  |                                    |
|                          | Ludovika Bavorská                |  |                                 |                                       |  |  |  |  |  |  |  |                                    |
|                          |                                  |  |                                 |                                       |  |  |  |  |  |  |  |                                    |
|                          |                                  |  |                                 | Karolína Frederika Vilemína Bádenská  |  |  |  |  |  |  |  |                                    |
|                          |                                  |  |                                 |                                       |  |  |  |  |  |  |  |                                    |